# Stadhouderskade 60-60a
Het gebouw Stadhouderskade 60-60a is een monumentaal pand uit 1880 gelegen aan de Stadhouderskade in De Pijp te Amsterdam-Zuid. Het pand is een gemeentelijk monument.
Het huis op nr. 60 in eclectische stijl met neoromaanse en neorenaissance elementen en een trapgevel was aanvankelijk het verenigingsgebouw van de Amsterdamse Sint-Vincentiusvereniging. Het ontwerp was van architect Adrianus Bleijs. Anno 2015 was hier het kantoor van Plan Nederland gevestigd. Tot ongeveer 1966 diende het poortje met huisnummer 60 als doorgang voor de erachter gelegen Sint-Bernardusschool, alsmede de kapel en de zalen van de Sint-Vincentiusvereniging. De schoolbestemming staat boven de entree vermeld met een beeltenis van een uil aan, symbool van wijsheid. Op de gevel staat tevens de spreuk: religioni ac litteris ("godsdienst en studie"). De Sint-Bernardusschool op het binnenterrein werd jarenlang gerund door de Broeders van de Onbevlekte Ontvangenis van Maria ("Broeders van Maastricht"), die ook in het complex woonden.

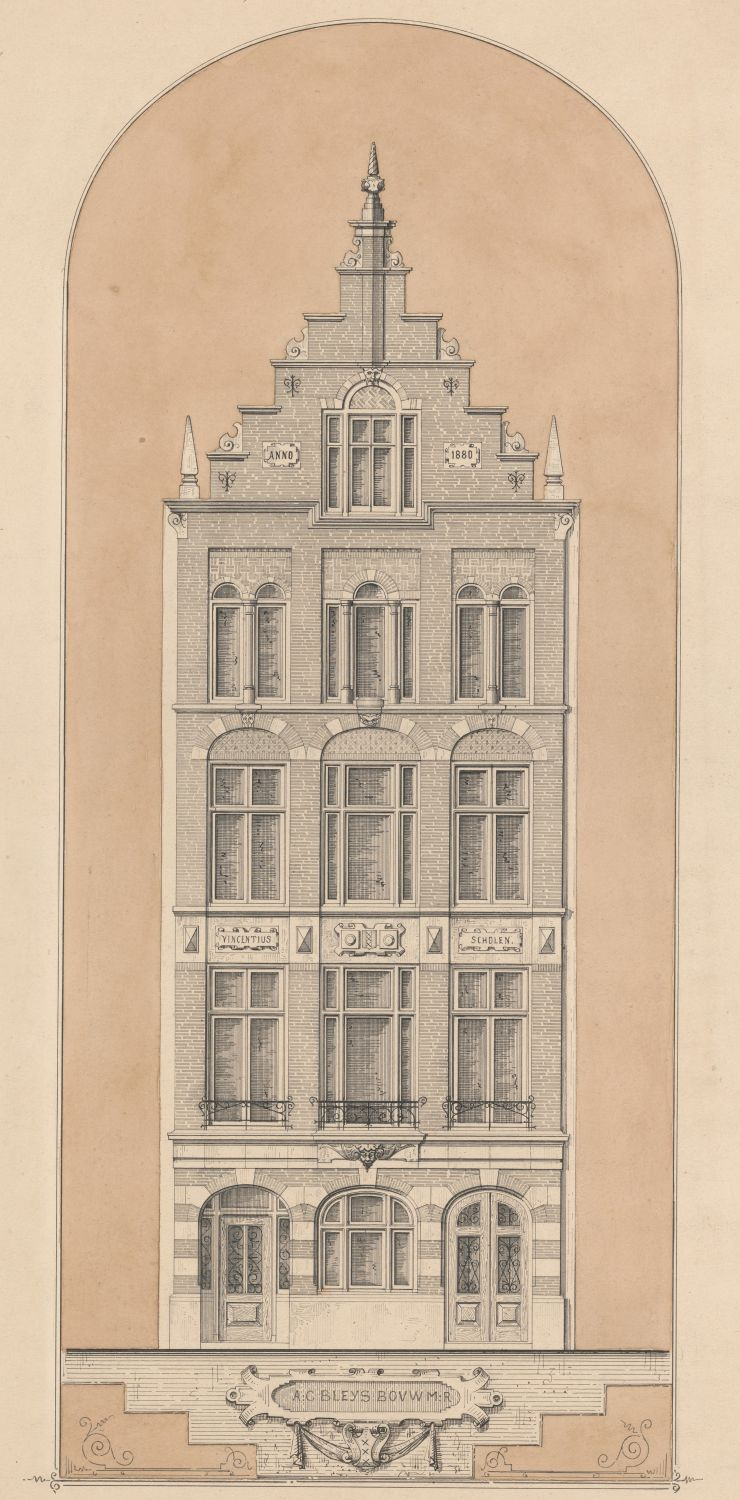
Ontwerp façade
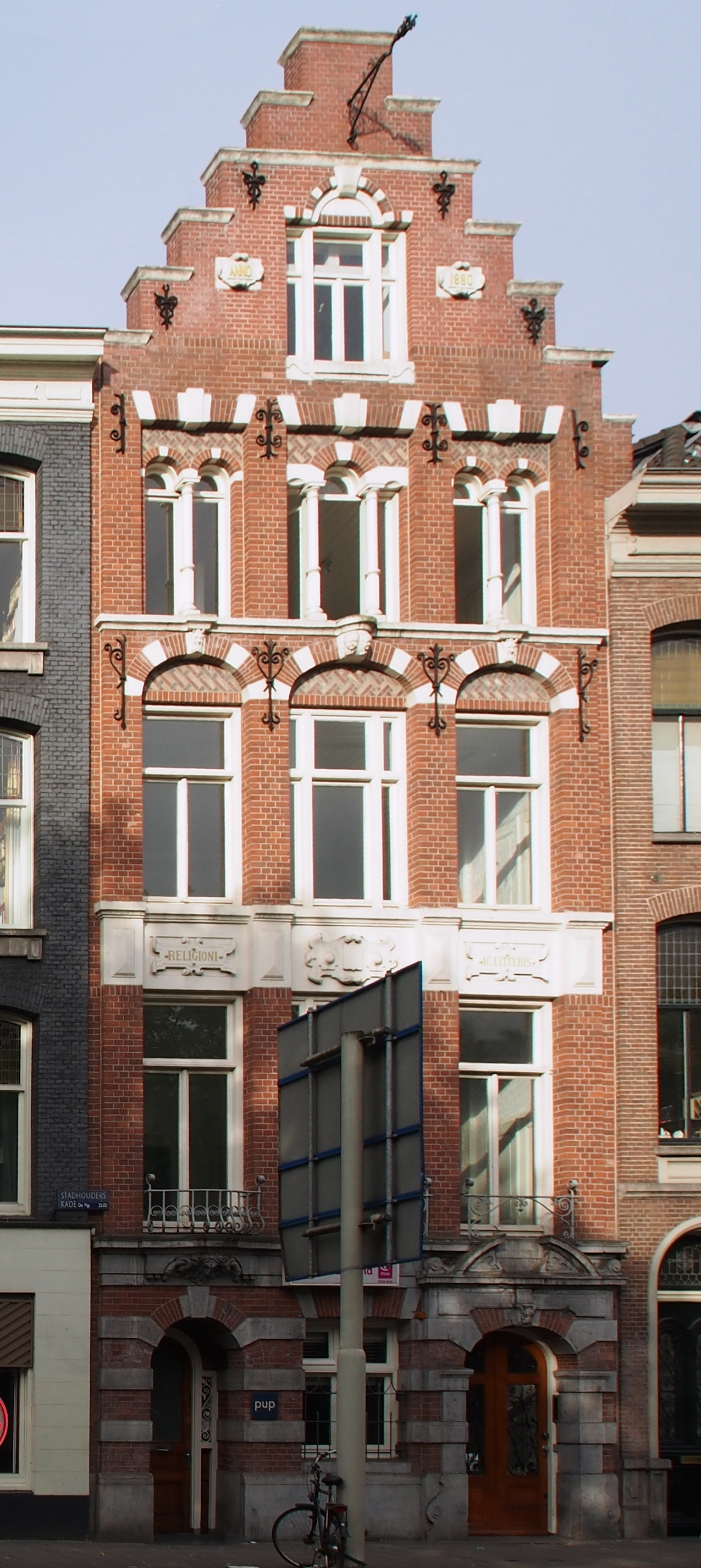
Façade in 2016
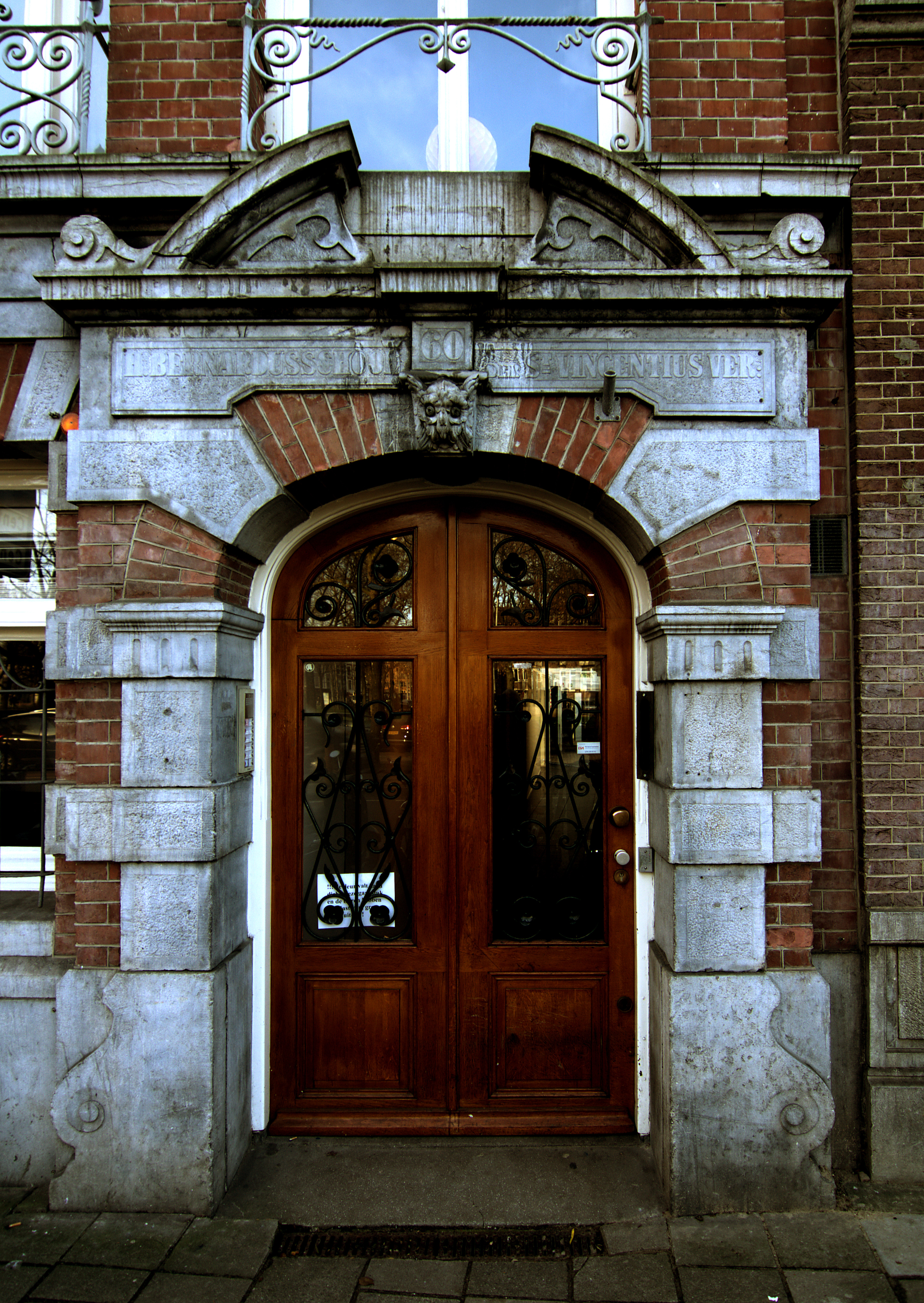
Poortdoorgang in 2015

Oost ·
160 ·
158 ·
157 ·
156 ·
155 ·
151-154 ·
149-150 ·
145-146 ·
142-144 ·
140-141 ·
137-139 ·
135-136 ·
130-134 ·
129 ·
128 ·
125-127 ·
123-124 ·
116-122 ·
115 ·
110-113 ·
100-101 ·
97 ·
95-96 ·
93-94 ·
92 ·
91 ·
89-90 ·
87-88 ·
86 ·
85 ·
84 ·
82-83 ·
78-79 ·
77 ·
Heineken Brouwerij ·
74 ·
72-73 ·
69-70 ·
68 ·
67 ·
65-66 ·
64 ·
62-63 ·
60-60a ·
58-59 ·
56-57 ·
Willemshuis ·
Van Nispenhuis ·
Kapel van Sint Josephs Gezellen-Vereeniging ·
54 ·
52-53 ·
47-49 ·
Carel Willinkplantsoen ·
Polderhuis ·
Ruysdaelkade 2-4 ·
Judith Leysterbrug ·
42 (Rijksmuseum) ·
40-41 ·
31-35 ·
30 ·
29 ·
Park Centraal Amsterdam ·
Stedemaagd (Vondelpark) ·
Byzantium ·
Koepelkerk ·
12 (Marriott) ·
Persilhuis ·
7 ·
5 ·
3 ·
1 ·
West